# Medalla Mauriciana al Mèrit pels 50 anys de Carrera Militar
La Medalla Mauriciana al Mèrit pels 50 anys de Carrera Militar (italià: Medaglia Mauriziana al Merito di 10 lustri di Carriera Militare), habitualment nomenada només com a Medaglia Mauriziana és una condecoració italiana creada el 7 de maig de 1954 per Luigi Einaudi, creada per Llei 203 i modificada amb Decret de la Presidència 470 de 19 de març de 1955 i amb llei 13277 de 8 de novembre de 1956.
És atorgada als oficials i sots-oficials de l'Exèrcit, la Marina Militar, l'Aeronàutica Militar, els Carrabiners, la Guàrdia Financera i la Policia de l'Estat que hagin acomplert 50 anys de servei militar.
És concedida mitjançant decret del President de la República a proposta del Ministre de Defensa. En cas de la Guàrdia Financera i la Policia de l'Estat s'atorga a proposta dels Ministres de Finances o de l'Interior.

## Disseny
Una medalla d'or, de 50mm de diàmetre pels generals i almiralls i de 35mm de diàmetre per a la resta. A l'anvers apareix la figura eqüestre de Maurici d'Agaunum, galopant cap a la dreta, portant amb la mà dreta un estendard amb la creu. A la part superior apareix la llegenda "S. MAURIZIO PROTETTORE DELLE NOSTRE ARMI" ("Sant Maurici Protector del Nostre Exèrcit").
Al revers apareix la inscripció "A ... PER DIECI LUSTRI NELLA CARRIERA MILITARE BENEMERITO" (A... Per 10 Lustres de Carrera Militar Meritòria) (amb un espai buit per gravar el nom del receptor.
Penja d'una cinta verda (del mateix color que l'Orde de Sant Maurici i Sant Llàtzer).